# アムネスティ・インターナショナル
アムネスティ・インターナショナル（英: Amnesty International、AI、単に「アムネスティ」とも）は、国際連合との協議資格をもつ非政府組織（NGO）である。良心の囚人を支援、救済する運動がスタートではあるが、現在は良心の囚人関連以外にも国際法に則った難民の保護・救済活動や死刑の廃止・人権擁護などを啓発する運動を行っている。
団体名「amnesty」は “大赦” の意。有刺鉄線の絡んだ、灯りの点る蝋燭のシンボルマークは「暗闇を呪うより一本の蝋燭に火を点せ」という中国の格言から、創始者ピーター・ベネンソンがイメージして作られた。

## 歴史
「アムネスティ」は恩赦を意味し、釈放要求運動に端を発する。これは1961年、独裁政権下のポルトガルの学生2人が「自由のために！」と乾杯したため逮捕されたことを知った英国の弁護士ピーター・ベネンソンが、思想信条などが理由で囚われた人々（良心の囚人）の釈放を求める記事を新聞に投稿し、嘆願の手紙を政府に送る運動を提案したことに始まる。この記事は欧米各国の新聞に掲載され、各国でボランティアグループが発足し、この運動にアムネスティ・インターナショナルと名がつけられた。現在は非政府組織として、国際事務局をその発祥地であるロンドンにおく。その組織は国際連合にならって編成されており、事務総長が組織全体の総責任者となっている。
1976年にエラスムス賞を受賞。1977年にはノーベル平和賞を受賞。また、その翌年の1978年には国連人権賞を受賞している。
2019年現在、国際連合経済社会理事会の諮問機関。欧州連合（EU）の欧州評議会諮問機関として、約150カ国に220万人以上のメンバーを有する（日本には6000人弱が在籍）。発足から約40年で世界最大の人権擁護のための国際組織へと発展してきた。日本では、元内閣総理大臣でノーベル平和賞受賞者の佐藤栄作が、死刑・拷問反対に賛同する立場から会員となったことがよく知られる。佐藤はアムネスティ共同創設者・初代議長でアイルランド外相や国際連合事務次長補などを務めたショーン・マクブライドとノーベル平和賞を同時受賞している。
2003年8月7日、従軍慰安婦問題でVAWW-NETジャパンとの連帯を表明。「立川反戦ビラ配布事件」で、自衛隊イラク派遣に反対するビラを防衛庁宿舎内の郵便受けに投函したために逮捕された3人の被疑者（第一審では無罪判決。第三審で有罪確定）を、2004年2月、日本初の良心の囚人に認定した。最高裁の有罪判決に対し、アムネスティの日本支部は「平和的な意見表明に対して、他者の権利の侵害などを口実として制約を課してはならない。」「立川での事件以後、政治的な内容を持つビラを住居に配布した個人が逮捕・起訴される事件が相次いだ。そうした取り締まりは、国内での政治的意見表明や社会的な活動を萎縮させている。」とする非難声明を2008年4月11日に発表している。
2010年、南モンゴルのモンゴル族の人権活動家のハダとその家族が中国政府によって拘留され行方不明になったことを受けて所在を直ちに明らかにするよう求めている。
2021年、香港国家安全維持法に基づき「重大な報復」を受ける恐れがあるとして香港から撤退した。

## 組織
国際事務局（ロンドン）の下に、個別の法人格を有する各国支部（アムネスティ日本、アムネスティ韓国など）が連なり、それぞれの支部には多数のローカルグループが所属している。会員はローカルグループを通じてアムネスティに加入する（グループ会員）ことも、各国支部に直接入会する（個人会員）こともできる。
伝統的に、良心の囚人の釈放を求める手紙を関係当局に出すなどの活動（アクション）にあたっては、ローカルグループが主たる実動部隊の役割を果たしてきた。最近ではインターネットなどを通じ、然々のアクションをとるよう各国支部の事務局から所属会員に直接呼びかけることも行われている。
一方、各国における人権侵害の調査・認定とアクションの立案にあたっては国際事務局が中心的な役割を果たす。このため国際事務局は多数の調査員を擁し、それぞれ特定の国や地域を担当している。

### 事務総長
歴代事務総長の一覧。括弧内は国籍と在任期間である。
1. ピーター・ベネンソン（イギリス、1961年 - 1966年）
2. エリック・ベイカー（英語版）（イギリス、1966年 - 1968年）
3. マーティン・エナルズ（英語版）（イギリス、1968年 - 1980年）
4. トマス・ハマーベリ（スウェーデン、1980年 - 1986年）
5. イアン・マーティン（英語版）（イギリス、1986年 - 1992年）
6. ピエール・サネ（英語版）（セネガル、1992年 - 2001年）
7. アイリーン・カーン（英語版）（バングラデシュ、2001年 - 2010年）
8. サリル・シェティ（英語版）（インド、2010年 - 2018年）
9. クミ・ナイドゥ（英語版）（南アフリカ、2018年 - 2020年）
10. ジュリー・ヴェルハール（2020年 - 2021年）
11. アニエス・カラマール（英語版）（フランス、2021年 - ）

## 活動

### 原則と範囲
欧米では「最も信頼できる国際組織」として高い評価を得ているが、その理由の一つとして、欧米のアムネスティが一貫して政治的に中立性を保つ努力をしていることが指摘されている。たとえば、米国のアムネスティは他国のアムネスティと同様死刑に反対しているが、特定の政党や政治勢力を直接・間接に支持することはなく、公職選挙において特定の候補者に投票する、あるいはしないようにアムネスティの名で呼びかけることも避けている。伝統的に死刑支持者の多い共和党の党員も数多く米国のアムネスティに入会している。また、米国アムネスティは民主・共和両党の党大会に代表を派遣して影響力の維持に努めている。
アムネスティは戦時下でも人権が保護されるように交戦国双方に働きかけるが、戦時国際法で認められた正規の戦闘行為としての武力行使そのものには賛成も反対もしないことを運動の原則としてきた。最近では、ダルフールにおける人権侵害をくいとめるため国連軍の派遣を安全保障理事会に要請するなど、特定の軍事行動を慫慂ないし支持する場合もみられる。この例が端的に示す通り、アムネスティは非武装中立のような絶対的平和主義には与していない。
アムネスティの「自国条項」すなわち、各国支部は死刑執行反対等を除いては原則として自国内の個別の人権侵害案件に介入しないという規定も、政治的中立性を守る努力のあらわれである。各地で起きた個別の事案をアムネスティが取り上げるべき人権侵害として認定する権限は支部にはなく、その判断は国際本部にゆだねられている。冷戦時代にはアムネスティは東側陣営、西側陣営、第三世界からそれぞれ同数の「良心の囚人」事案を認定して支援することにより、「イデオロギー的/地域的に偏っている」「人権問題に二重規範（ダブルスタンダード）を持ち込んでいる」という批判を避ける努力をしていた。なお自国条項は現在緩和の傾向にあり、アムネスティ内の各アクター間の調整に基づき自国の具体的ケースへの関与も試行されている。
このようにアムネスティが政治的中立性の維持に格別の努力を払ってきた背景には、「人権」ということばがしばしば政治宣伝の隠れ蓑として恣意的に利用されてきたという歴史的経緯がある。アムネスティが結成された当時すでに、言論機関やさまざまな団体が表向き不偏不党の姿勢を装いながら、実際には自陣営内で起こった人権侵害は不問に付する一方で敵対陣営側の人権問題だけを大きくとりあげて非難するという「人権のつまみぐい」が頻発していた。そのため、「人権擁護」というスローガン自体がうさんくさい目でみられる風潮すら一部に生じていた。したがって、認定する案件数なども含めて均衡を保つことを明示的に義務づけることによって政治的中立性を保とうとするアムネスティの規定は斬新なものであったといえる。
アムネスティは結成以来長らく、非暴力的な方法で意見の表明を行った結果として逮捕投獄された政治犯の原状回復（釈放）を求めるなど、「今、そこにある」人権侵害への取り組みを中心に活動してきた。その結果、ある場合には社会主義的な、別の場合には自由主義的な思想傾向を持つ人物への処罰が人権侵害事案と認定されている。ただしアムネスティは全ての言論を無制限に自由化することを求めているわけではなく、ネオナチなどによるヘイトスピーチを規制することには反対していない。ネオナチとは別個に歴史学上の見解としてホロコーストの信憑性に疑義を唱えたために投獄された人達も、アムネスティの支援対象になっていない。
アムネスティは捜査・司法当局に対して罪刑法定主義や訴訟法の手続きを厳密に守ることを求め、令状によらない逮捕拘禁や裁判無しの長期勾留に対しては抗議を申し入れる。無罪推定の原則に則り、被疑者や被告に対して合理性を欠く権利制限を加えることに反対している。
近年にいたり、アムネスティ結成以前を含む過去に生じたとされる人権侵害の責任追及や謝罪と補償の要求、さらには妊娠中絶の非犯罪化など、従来よりも広い範囲に活動を広げようとする動きがある。アイリーン・カーン事務総長のもとでアムネスティが妊娠中絶の許容を運動目標に加えたことにより、それまで死刑反対運動を通じて良好な関係にあったカトリック教会などとの軋轢が表面化しつつある。

### 情報収集
アムネスティは多様な情報源を複合的に活用した高度な情報収集分析能力を持つことでも知られている。人権侵害の疑いのある国に対しては現地での調査を申し入れるのが常である。相手国が人権侵害の事実を否認し調査団の受け入れを拒否した場合でも、国外に逃れ出た難民に対する聞き取り調査などの代替手段を有効に活用して詳細な実態調査報告書を作成している。たとえば中華人民共和国占領下のチベットでの人権抑圧の実態を把握するうえでは、インド在住の避難民からの事情聴取が重要な役割を果たしている。

### 報告書
こうして得られた情報を基に毎年、年次報告書がロンドンの国際事務局から出されている。アムネスティ日本ではこの年次報告書をボランティアが毎年翻訳し、出版している。その他、世界各地の人権状況に関するプレスリリースをことあるごとに行っている。これらのアムネスティ文書は権威あるソースとしてマスメディア等にしばしば取り上げられる。
とはいえ、アムネスティの報告が常に無謬であるわけではない。1991年の湾岸戦争に先立っては、クウェートに侵入したイラク軍兵士が新生児を生命維持装置から取り外すなどして多数を殺戮したというアムネスティ文書（1990年）がセンセーショナルにとりあげられ多国籍軍の介入を支持する材料の一つとして用いられたが、後にこの新生児殺害の情報はクウェート亡命政府の意を受けた広告会社による捏造（ナイラ証言）であったことが明らかになっている。信憑性の確認をしないまま不実情報を公表したことに対して組織の内外から批判の声があがったが、その後、誤報に対する謝罪や原因究明、再発防止策の策定、責任者への処分などをアムネスティが行ったという発表はなされていない。

#### 学園浸透スパイ団事件
アムネスティ日本は、韓国の軍事政権による反共政策を人権侵害として強く批判し、韓国官憲が1975年に摘発した「11.22事件」（「学園浸透スパイ団事件」とも言う）を冤罪事件として摘発された学生らを支援していた。この事件の首謀者として逮捕・起訴されたソウル大学校大学院留学中の在日韓国人徐勝は、公判（第二審）にて韓国の国法を犯して「工作船」で北朝鮮に渡り工作員教育を受けたことを自供しているが、起訴された事件については、現在も否認している。元朝鮮総聯新潟県連副委員長・張明秀も、徐勝のスパイ嫌疑については、事実としているが、起訴された事件については、言及していない。その後も、アムネスティ日本は、徐勝の弟である徐京植を講演会講師に招くなどしている。
この「学園浸透スパイ団事件」は、2012年までに軍や情報機関による捏造であったとして、服役者3人に対し、再審で無罪が確定しており、冤罪事件であることが明らかにされた。

## アムネスティ日本について

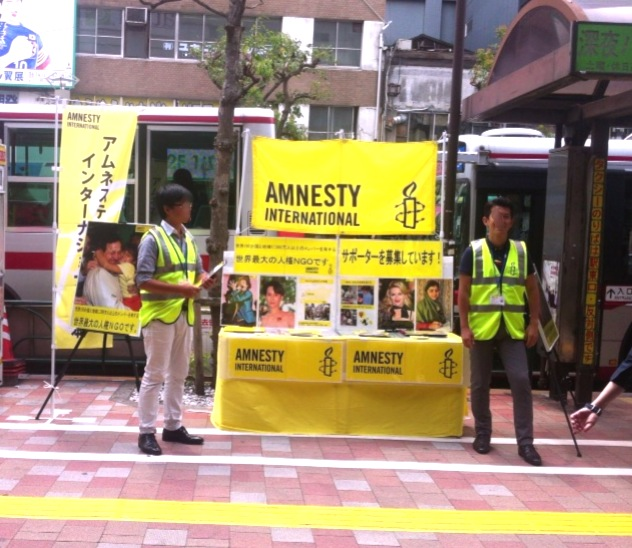
目黒で活動するアムネスティ・インターナショナル日本

公益社団法人アムネスティ・インターナショナル日本（アムネスティ・インターナショナル日本支部）は、世界中のさまざまな場所で起こっている人権侵害の存在を国内に広く伝えるとともに、日本における人権の状況について普及啓発を行っている公益法人。会員数は、2012年12月末日現在で6,541名である。事務局のスタッフは、事務局長1名、専従職員10名である。
日本の中の国際的人権団体としては、大きな規模であるといえる。しかし、欧米における高い存在感と比較すると、日本におけるアムネスティへの関心は極めて低いというのが実情である。アムネスティは公安調査庁がアムネスティ日本支部を含む40団体の活動を監視していると主張している。アムネスティ日本は隔月で、全会員、及びサポーターに対し『アムネスティニュースレター』という、A4判三段組16ページ（全カラー印刷）の機関誌を郵送しており、非会員も購読できる。

## 批判・反発
開かれた北韓放送代表河泰慶は、「1998年以降アムネスティ・インターナショナルが糾弾した人権問題は、日本が92件、韓国が85件なのに対し、北朝鮮は14件に過ぎない。アムネスティ・インターナショナルの基準では、日本は北朝鮮より6倍以上人権に問題がある国ということになり、また北朝鮮における政治犯収容所の問題よりも日本の死刑制度問題を優先している」として批判している。
かつて米国アムネスティの理事を務めた国際法学者フランシス・ボイルは、「アムネスティは、自らを政治的に不偏不党と規定しているものの、「右翼」「左翼」などの政治的立場で批判されることも多く、冷戦時代には西側諸国の保守派からは共産主義者呼ばわりされ、一方東側諸国の官憲からは西側のスパイ扱いをされてきた。特定の政治的立場に立つものにとっては自分の政治的意見にとって都合のよいマターを扱ってほしいし、都合の悪いマターを扱うことには極めて敏感になるため」と指摘している。

### 北朝鮮問題に関して
アムネスティは北朝鮮の人権状況について早くから情報を発信してきた団体であり、アムネスティ日本も1980年代のアリ・ラメダ事件に関する情報をはじめとして、北朝鮮の収容所の状況を知りうる限りで日本語で紹介したと自任している。特に1993年以後数年間は北朝鮮国内での「失踪」者のその後の状況につき、北朝鮮当局とも折に触れて解決に向けて交渉していたという弁明がなされている。ただしその経緯を含む関連情報が開示されていないため、弁明の真偽を外部者が判定することは難しい。一方、1997年9月にアムネスティは北朝鮮・韓国・日本の政府に対し、北朝鮮による日本人拉致問題に関し「把握している関連情報をすべて開示するよう三国政府に求める」という声明を発表した。
朝日新聞の記事によると、1997年3月に横田めぐみら拉致被害者の家族がアムネスティ日本を訪ねて協力を要請した際は、「調査には相手国の受け入れが必要」と応じた。その後、朝鮮総連がアムネスティ日本を訪れた際は「寺中誠事務局長は、総連と在日朝鮮人に対する迫害と規制が深刻さを増している現実に憂慮を示す一方、学生代表らに「在日コリアンを取り巻く環境は厳しいが、自らの出自に誇りを持って堂々と生きてほしい」と激励した」と朝鮮新報が伝えている。
一方、拉致被害者家族会と救う全国協議会の訪米団が2001年2月にアムネスティの米国事務所を訪ねクーマ・アジア太平洋部長と懇談した際は、「クーマ部長は拉致問題に非常に強い関心を示し、日本政府の対応なども含めて詳しく事情を聞き、その場で国会議員や他の人権団体への連絡などをしてくれました。」と「救う会全国協議会ニュース」が伝えている。
2006年にはアムネスティ日本の総会において北朝鮮の人権・拉致問題への積極的な取り組みを求める決議案が提出されたが否決された。RENK東京関係者によると、アムネスティ日本が主催する人権パレードに際し、北朝鮮の人権問題に取り組む団体が持参した金正日の似顔絵や「朝鮮のヒトラー 金正日に裁きを」というプラカードを撤去するようアムネスティ側が要求したことが原因で、両団体の間に摩擦が起こった。
アムネスティは2004年の報告書で、北朝鮮における人権抑圧と食糧危機との関連を指摘した。海外からの食糧援助の配給が北朝鮮当局の手に委ねられる結果として「経済的に活発かつ国家に対し忠誠的である人々に対し配布されており、一方で、最も弱者である集団が無視されている場合がある」、「これは、同国体制に現存する制度的、地域的、社会的偏向を強化するだけである」（和訳書39ページ）という見方も紹介している。また、アムネスティは中国が北朝鮮からの難民を強制送還していることに対し何度か抗議を呼びかけている。
2008年に宋允復（守る会＆NO FENCE 両事務局長）が、アムネスティが北朝鮮の人権問題に消極的である理由をアムネスティ本部の東アジア担当調査官ラジブ・ナラヤンに直接質したところ、ナラヤンは「アムネスティとしては北朝鮮の人権問題に関しては慎重にアプローチすべきであるという判断が立ち、それを日本のアムネスティも支持した」「各国アムネスティから上がってきた意見に誤解がある、認識の過ちがあることは認識したから、それを持ち帰って来年（2009年）2月からロンドンに戻った時に、北朝鮮の問題を積極的にやろうと思う」と答えたという。
2011年9月8日、北朝鮮での人道に反する犯罪を停止する国際連帯（The International Coalition to Stop Crimes Against Humanity in North Korea）をヒューマン・ライツ・ウォッチやFIDHなどと共に結成した。

### 民衆法廷運動とアムネスティとの関係
日本支部が発行する『アムネスティニュースレター』2003年7月号では「Focus 日本から発進、新しい市民運動」という標題のもとに、ブッシュ米国大統領らを「被告人」とする「アフガニスタン国際戦犯民衆法廷」の呼びかけ人である、前田朗のインタビュー記事を3ページにわたり掲載している。この民衆法廷の「検事団」の事務局長を務めた猿田佐世はアムネスティ日本の活動家で、4年にわたり年次総会議長の要職にあった。ただしアムネスティ・インターナショナルの国際事務局がこの民衆法廷の運動に対し公式に支持を表明したことはない。
アムネスティ・インターナショナルが関わるのは、各国政府や国際連合、国際刑事裁判所などの公的機関を通じての人権侵害加害者の責任の追及であり、アムネスティが直接人権侵害加害者の名前をあげて非難するのは、かなり具体的に責任が明らかにされた場合のみである。これまでに、チリのアウグスト・ピノチェト元大統領、ペルーのアルベルト・フジモリ元大統領などに対して、アムネスティからの非難が行われたことがある。そうした場合でない限り、アムネスティは、政府首班および担当者に対する公式の申し入れという筋を維持している。
ピノチェトが1998年10月に滞在中のイギリスで一時身柄を拘束されるにあたっては、スペインの司法当局の要請がその法的根拠となった。ピノチェトが犯したとされる殺人、拷問などの犯罪はチリ国内（＝スペイン国外）で行われたものであるが、アムネスティは、ジェノサイドや拷問罪などを犯した者に安全な逃げ場を与えないためには、犯罪が行われた場所を問わず責任者を起訴する責務が各国政府にあるとしている（Universal jurisdiction）。
同じくスペイン国立法廷は、法輪功の成員に対する「ジェノサイド」（集団虐殺罪）と「拷問罪」を理由に、元中国共産党中央委員会総書記・江沢民、中央政治局委員・羅幹、薄熙来、賈慶林、呉官正らに対する起訴を2009年11月に認定した。アムネスティはこれまでのところ、この動きに呼応する構えを見せていない。

### フジモリ問題に関して
アムネスティは、アルベルト・フジモリ元ペルー大統領の在任時にあった「バリオス・アルトス事件」「ラ・カントゥータ事件」などを取り上げ、こうした人権侵害がフジモリ元大統領の了承の下で行われた可能性があるとして、元大統領の責任を追及するキャンペーンを世界中で展開している。2003年11月の『アムネスティニュースレター』では「フジモリ氏に裁きを」という特集記事を組んで、日本滞在中（法務省の説明によれば日本とペルーの二重国籍にもとづき「帰国中」）のフジモリ元大統領のペルーへの送還を求めていた。
フジモリが国民新党の公認候補として2007年の第21回参議院議員通常選挙に立候補した際は、アムネスティ日本はピースボートなどの他団体とともに「重大犯罪の容疑者であるフジモリ氏が向かうべきは、日本の国会ではなく、ペルーの裁判所である」とする共同声明を発表した。公職選挙における特定の候補者に対して立候補したこと自体を批判する声明は、法的根拠のない権利制限を被疑者に課することに通常反対するアムネスティとしては異例である。
同じ声明文の中には「日本政府は、チリとペルーにおける司法手続きを尊重する」よう求め「チリの裁判所がフジモリ氏の引渡についていかなる決定を下そうと、日本政府は公式であれ暗黙であれ、一切圧力をかけるべきではない」とするくだりもある。一方、チリの下級裁判所がペルーへの引き渡しを拒否する決定を下した時は、アムネスティは裁判所を批判する声明を発表した。

### 日の丸、君が代
アムネスティ日本は公立学校における国旗（日の丸）掲揚・国歌（君が代）斉唱をめぐる問題に関して声明を出した。アムネスティ日本は、国旗・国歌の強制および、それに反対する意思表明をした教育公務員に対する行政処分は、日本国憲法第19条、日本国憲法第21条、国際人権規約A第18・第19条などに対する重大な違反行為であるとし、さらなる強制をやめるように申し入れた。

### ウイグル人連行の誤報
2023年5月26日、アムネスティ・インターナショナルは、ウイグル人学生が5月10日に香港国際空港で中国警察に連行され、行方不明になっているとする報告書を発表した。しかし5月29日、このウイグル人学生は韓国の所属大学によれば韓国に所在しており、香港へ渡航していないことが確認され、30日には同様のことが本人により確認され、アムネスティは報告書を訂正した。香港政府は報告書に対し、当初より学生が香港に入国した記録はないとしており、悪意のある中傷であるとして、アムネスティに謝罪を求めた。アムネスティは当初の報告をウイグル人学生のテキストメッセージに基づいていたとしている。